# Haderslev Vor Frue Domsogn
Haderslev Vor Frue Domsogn er et sogn i Haderslev Domprovsti (Haderslev Stift).
Haderslev Vor Frue Domsogn lå i Haderslev Købstad, som kun geografisk hørte til Haderslev Herred i Haderslev Amt. I 1910 blev Sønder Otting samt det meste af Gammel Haderslev Sogn og herregården Ladegård indlemmet i Haderslev by. Haderslev Købstad blev ved kommunalreformen i 1970 kernen i Haderslev Kommune.
I Haderslev Vor Frue Domsogn ligger Haderslev Domkirke og Hertug Hans Hospitalskirke.
I sognet findes følgende autoriserede stednavne:
- Havremark (bebyggelse)
- Mariegård (landbrugsejendom – nedrevet)
- Vor Frue (ejerlav)
- Åstrupbro (bebyggelse)

Domsognet omfatter den største del af Haderslev (2004: 13.673 indbyggere) og betjenes af en domprovst og fire sognepræster (heraf én for den tysksprogede del af menigheden). Foruden i Haderslev Domkirke, holdes der hver søn- og helligdag også gudstjeneste i Hertug Hans Hospitalskirke. Menighedsrådet har femten valgte medlemmer (i øjeblikket er to af disse valgt på en tysk liste) og bestyrer foruden kirkerne Assistens kirkegård i byens sydlige del. Under menighedsrådet er ansat et stort personale, bl.a. tre organister, kordegn, kirkegårdsleder, fire kirketjenere og en sognemedhjælper.
Ved genforeningen i 1920 fortsatte sognepræsten ved Domkirken som sognepræst for den tysksprogede del af menigheden og der oprettedes en sideordnet sognepræstestilling for den dansksprogede del af menigheden. Herefter skulle alle (dåbs- og vielses-) attester underskrives af begge sognepræster, hvilket hurtigt viste sig at være upraktisk, hvorfor det blev praksis, at Domsognets kordegn kunne underskrive. Denne ordning blev først senere udbredt til andre store sogne i folkekirken.